# Haut-Bourg (Blois)
Le Haut-Bourg est un quartier historique de Blois, qui correspond aujourd'hui à la partie nord du centre-ville, dans la ville haute et aux alentours de la cathédrale Saint-Louis.

## Géographie
Le quartier s'est développé pendant le Moyen Âge sur la rive droite de la Loire, et en haut du val que le fleuve a creusé.
En contrebas du Haut-Bourg se trouvent le quartier du Puits-Châtel à l'est, ainsi que l'ancien faubourg Saint-Jean à l’ouest.
|             | Bourg-Neuf   | Quartier des Provinces   |
|             | Haut-Bourg   | Quartier de la Basilique |
| Bourg-Moyen | Puits-Châtel | Saint-Jean               |

## Origine
Le Haut-Bourg s'est développé plus tardivement que les quartiers en contrebas, à l'image du Bourg-Moyen, du Puits-Châtel ou même de Vienne. Une paroisse Saint-Pierre, siégeant à l'endroit de l'actuelle cathédrale Saint-Louis, est mentionnée lors du Haut Moyen Âge comme étant proche de la forêt et de la sortie de la ville.

## Histoire et évolution
Pendant le deuxième quart du XIIIe siècle, le bourg se retrouve à l'intérieur des remparts de la ville, à l’instar du Bourg-Moyen et du château. Certains coteaux sont aménagés en degrés, à l'image des Petits et Grands degrés Saint-Louis, et des Petits et Grands degrés Saint-Honoré, afin de relier le Haut-Bourg au Puits-Châtel.
En 1678, un ouragan dévaste l'église Saint-Solenne, remplacée par la cathédrale Saint-Louis qui surplombe Blois depuis l'an 1700. Dans la foulée est construit un palais épiscopal et sont aménagés les jardins de l'Évêché, au niveau du faubourg Saint-Jean.
L'escalier Denis-Papin fut inauguré en 1865 sous l'impulsion du maire Eugène Riffault, peu après le percement de la rue du Prince Impérial (actuelle rue Denis Papin), permettant ainsi un accès piéton à l'axe principal du centre-ville de Blois.
Après la destruction de l'hôtel de ville pendant la Seconde Guerre mondiale, les services municipaux ont depuis été transférés au sein de l'ancien palais épiscopal.

## Monuments historiques

### Monuments existant encore
- Cathédrale Saint-Louis (depuis 1700),
- Escalier Denis-Papin (depuis 1865),
- Hôtel d'Alluye (depuis 1508),
- Hôtel Denis-Dupont,
- Hôtel de Guise,
- Hôtel de Saumery,
- Hôtel de ville (depuis 1704),
- Hôtel de Villebresme (depuis le XVe siècle),
- Jardin de l'Évêché (depuis 1720),
- Tour Beauvoir (depuis le XIe siècle),
- Tour des Cordeliers.

### Monuments aujourd’hui disparus
- Église Saint-Solenne,
- Paroisse Saint-Pierre,
- Portes et autres tours des remparts de la ville.

## Anciens odonymes
Naturellement, plusieurs rues ont changé de nom au cours de l'histoire, dont :
- la rue Vasseleur, devenue la rue des Rouillis.